# Cristiano Lobbia
Cristiano Lobbia (Asiago, 30 gennaio 1826 – Venezia, 2 aprile 1876) è stato un militare, politico e ingegnere italiano.
Durante la sua carriera militare raggiunse i gradi di Colonnello del Regio Esercito, comandante dei Cacciatori delle Alpi, alto ufficiale durante la spedizione dei Mille, Generale del Genio, sottocapo di Stato Maggiore poi Capo di Stato Maggiore, Vicecomandante del corpo dei Bersaglieri e Ministro della Guerra. Grazie ai suoi servigi e alla sua lealtà verso l'Italia ottenne, oltre al pubblico elogio di Garibaldi, le croci di Savoia, della Corona d'Italia, dei Ss. Maurizio e Lazzaro e la medaglia d'argento al valore militare. In seguito, anche i titoli di Colonnello e Generale della Repubblica Francese dopo aver combattuto al fianco di Napoleone III contro la Prussia nella Guerra Franco-Prussiana.

## Biografia

### Studente e patriota
Nacque ad Asiago (città un tempo parte della Reggenza dei Sette Comuni) da Maddalena Bonomo e Giovanni Domenico; la sua famiglia era benestante e probabilmente risiedeva nella Casa Lobbia che sorgeva nei pressi del Duomo cittadino. Dotato di spiccata intelligenza, venne avviato agli studi di matematica e nel 1846 si iscrisse all'Università degli Studi di Padova, ma due anni dopo abbandonò gli studi per unirsi ai moti insurrezionali del 1848 contro l'Impero Austriaco che a quel tempo governava il Veneto, costituendo e comandando un corpo di 800 volontari da lui chiamato “Legione Cimbrica”, detta anche "dei Crociati" per via della divisa che indossavano, composta da una camicia azzurra con una grande croce rossa sul petto.
La Legione Cimbrica si distinse per valore nel contenere l'avanzata delle truppe austriache, assai superiori di numero e meglio armate ed addestrate e parecchi dei volontari superstiti presero successivamente parte alla seconda guerra di indipendenza e alla Spedizione dei Mille.

### Abilità tecnica e spirito audace
Ripresi gli studi e conseguita la laurea in Matematica, gli venne affidata la direzione dei lavori della nuova strada denominata Costo di Asiago, che portò a termine superando con il suo ingegno le difficoltà tecniche emerse nel corso dei lavori.
Ma nel petto dello stimato professionista batte un cuore di patriota, e quando alcuni anni dopo inizia la seconda guerra di indipendenza, Cristiano Lobbia non ha esitazioni a mettersi in contatto con Garibaldi, a cui era già noto il valore del comandante legionario, che gli conferì il grado di colonnello ed il comando di un battaglione dei Cacciatori delle Alpi, alla guida del quale si distinse nuovamente per il suo valore impegnando con successo gli austriaci nel 1859 in quelle valli che, a ricordo della vittoria, portano tuttora il nome di "Lobbia Alta", "Lobbia Media" e "Lobbia Bassa".
L'anno seguente il Lobbia parteciperà all'impresa dei Mille, anche qui distinguendosi per le sue qualità, in particolare durante la cattura della piazzaforte borbonica di Messina che gli valse la promozione sul campo a Capo di Stato Maggiore.

### Un deputato intransigente
Nel 1867 Cristiano Lobbia, una volta conclusa la sua carriera militare come vice comandante
del corpo dei Bersaglieri, viene eletto deputato al Parlamento del Regno d'Italia nel collegio di Thiene tra i rappresentanti di sinistra del partito liberale. Egli si fece notare e stimare quasi immediatamente per la sua statura morale e per lo spirito battagliero che lo animava.
La sua battaglia parlamentare più famosa è quella relativa allo "scandalo del Monopolio dei Tabacchi", che scaturì dai fondati sospetti che l'approvazione parlamentare della concessione da parte del Regno ad un gruppo di imprese private del monopolio della coltivazione del tabacco e della manifattura dei prodotti da fumo fosse stata "pilotata" per mezzo di finanziamenti illeciti da parte di noti banchieri interessati nell'affare ad un nutrito numero di deputati (si parla di circa 60). Ciò diede origine nel maggio del 1869 ad una virulenta campagna di stampa, che spinse il Parlamento di Firenze, allora capitale del Regno, a nominare un'apposita commissione di inchiesta. Nel corso del dibattito parlamentare, quando sembrava ormai che la proposta di nominare la commissione stesse per essere respinta, Lobbia dichiarò in aula di essere in possesso di prove e testimonianze decisive riguardanti le tangenti pagate al deputato Giuseppe Civinini, anche lui ex garibaldino, il cui voto era stato tra quelli determinanti per l'approvazione del monopolio, mostrando agli esterrefatti deputati una busta il cui contenuto - egli disse - avrebbe provato senza ombra di dubbio le responsabilità di corrotti e corruttori.
A seguito di questo clamoroso episodio la Camera votò l'istituzione della Commissione di inchiesta, alla cui presidenza venne nominato l'on. Giuseppe Pisanelli.

### L'agguato
La commissione si insediò il 1º giugno 1869, e convocò come primi testimoni Francesco Crispi e lo stesso Lobbia per il successivo 16 giugno, ma la notte precedente, mentre si recava a casa del deputato Antonio Martinati, Lobbia rimase vittima di un'aggressione da parte di uno sconosciuto in via dell'Amorino, che dapprima gli sferrò un colpo di bastone in testa e poi lo ferì con tre coltellate al petto.

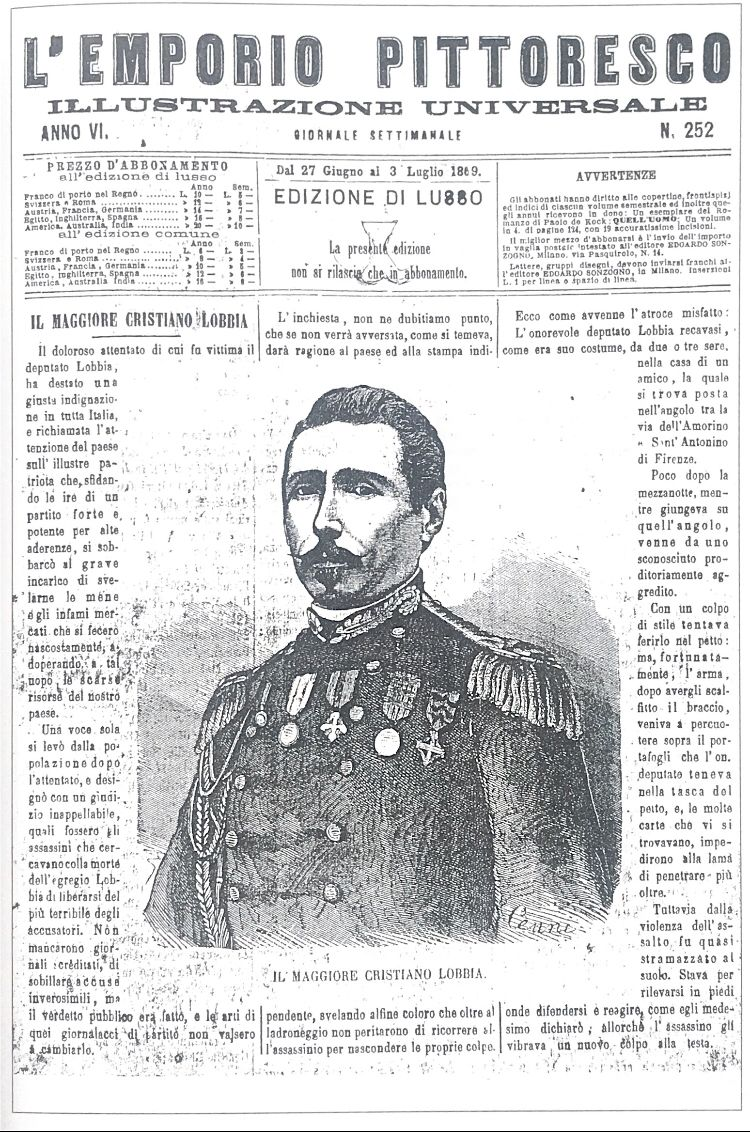
Pagina di giornale il giorno dopo l'attentato

Grande fu l'indignazione che questo attentato suscitò nell'opinione pubblica, che vedeva nel Lobbia un paladino in lotta contro il malaffare e la corruzione dilagante. La stampa indipendente criticò l'accaduto e vi furono manifestazioni e tumulti in diverse città italiane, ed in modo particolare a Milano dove si contarono diversi feriti negli scontri con le forze dell'ordine, che operarono sequestri di giornali, scioglimenti di riunioni e numerosi arresti. Garibaldi stesso espresse la sua solidarietà a Lobbia con una sua lettera, in cui definiva "tempi borgiani" l'atmosfera in cui era maturato il delitto.

### Da accusatore ad accusato
Ancor più sorprendente dell'attentato a Lobbia fu il fatto che il 17 giugno il Governo, tramite un Regio Decreto, dichiarava chiusa d'autorità la sessione parlamentare, impedendo di fatto la continuazione dei lavori della Commissione parlamentare di inchiesta e la testimonianza di Lobbia.
La stampa di sinistra criticò aspramente il Governo, accusandolo di voler sfuggire alle sue responsabilità, ma la stampa di parte governativa cominciò ad insinuare che l'agguato a Lobbia fosse stato simulato dallo stesso deputato per nascondere l'assoluta mancanza di prove a carico di Civinini e degli altri personaggi da lui accusati, sfruttando la circostanza che a soccorrerlo fosse stato il suo alleato Martinati, e che non vi fossero altri testimoni del fatto, dal momento che un altro uomo che aveva assistito all'episodio era morto durante l'estate in circostanze misteriose, ed il cadavere di un'altra persona, che alcuni indizi indicavano come il sospetto aggressore, venne ripescato nell'Arno.
La vicenda ebbe un ovvio strascico giudiziario, ed il procedimento penale dapprima iniziato contro ignoti per l'aggressione al Lobbia, si trasformò ben presto in una trappola per il deputato veneto, grazie soprattutto all'azione del Regio Procuratore di Firenze che, per compiacenza verso il governo, accusò il Lobbia di aver messo in scena l'attentato, ottenendo il 17 novembre la condanna dello stesso e del Martinati per "simulazione di reato".
La sentenza provocò nuovo scalpore nell'opinione pubblica ("Tutta la storia della tirannia non ha una pagina così schifosa come questa" dichiarò il quotidiano mazziniano "Il Popolo d’Italia" di Napoli), ed il Lobbia, presentatosi in Parlamento indossando provocatoriamente la stessa bombetta che portava la sera in cui fu aggredito, e che presentava un incavo nel mezzo dovuto al colpo di bastone ricevuto, vide accrescersi ulteriormente la sua popolarità al punto che un intraprendente cappellaio fiorentino si mise a fabbricare e a vendere cappelli "alla Lobbia" dando così origine al famoso copricapo.

### Di nuovo sul campo di battaglia
Lobbia e Martinati fecero ricorso in appello, ma la condanna venne confermata. Nel frattempo era scoppiata la guerra franco-prussiana e Lobbia, avendo saputo che Garibaldi stava raccogliendo volontari per combattere i Prussiani a fianco della III Repubblica Francese, non esitò a rinunciare al mandato parlamentare per tornare nuovamente a combattere con l'Armata dei Vosgi, stavolta con il grado di generale, e partecipare valorosamente alla battaglia di Digione.

### Gli ultimi anni

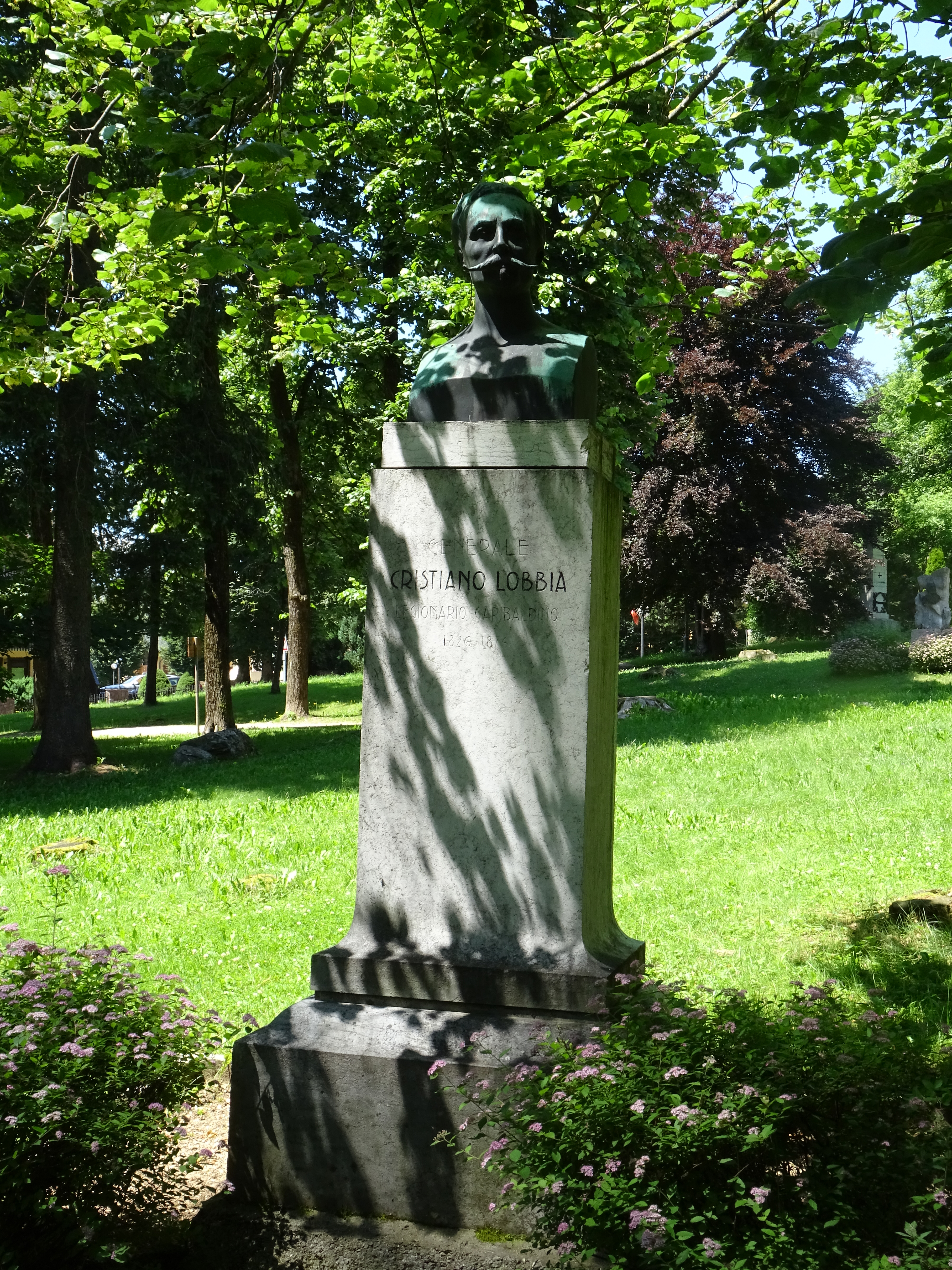
Monumento a Cristiano Lobbia nel parco della Rimembranza, Asiago

Terminata la campagna bellica, Cristiano Lobbia tornò alla sua attività di ingegnere civile e nel 1872 ottenne finalmente soddisfazione dalla Suprema Corte di Cassazione, che annullò la precedente sentenza di condanna e decise un nuovo processo d'appello, celebrato presso la Corte di Appello di Lucca che si concluse nel 1875 con una sentenza di assoluzione per insufficienza di prove. Fu questa una ben magra consolazione per Lobbia, il quale, provato dalle traversie e dalle amarezze subite, si spense a Venezia pochi mesi dopo all'età di 50 anni, senza poter assistere alla nascita del suo terzo figlio, Cristiano.
Nella città lagunare gli vennero tributati solenni funerali, con larga partecipazione di autorità e di pubblico come riconoscimento per i suoi sacrifici e la sua dirittura morale. Oggi è sepolto nel cimitero di Asiago tra le tombe dei cittadini illustri dell'Altopiano.
A Cristiano Lobbia è intitolato uno dei campus dell'Istituto Professionale di Stato per l'Industria Alberghiera di Asiago.